# Luca Attanasio
Luca Attanasio (Saronno, 23 de mayo de 1977-Goma, 22 de febrero de 2021) fue un diplomático italiano. Se desempeñó como embajador en la República Democrática del Congo desde 2019 hasta su asesinato en 2021.

## Trayectoria
Attanasio se graduó por la Universidad Comercial Luigi Bocconi en 2001. Inició su carrera diplomática en 2003, en el Palazzo della Farnesina, pasando por varios departamentos hasta integrarse en la Dirección General de África. Un año más tarde obtuvo la jefatura en el área de África y Cooperación Internacional. En 2006 pasó a la Oficina Económica y Comercial de la embajada italiana en Berna (2006–2010) y al consulado de Casablanca en el periodo 2010–2013. En 2013 regresó al Farnesina, donde fue nombrado jefe del Secretariado de la Dirección General para la Globalización y Asuntos Globales. Más tarde regresó a África como consejero primero en la embajada italiana en Abuya, Nigeria, en 2015. Desde el 5 de septiembre de 2017 fue cabeza de misión en Kinshasa, en la República Democrática de Congo. Y desde el 31 de octubre de 2019 fue confirmado como embajador extraordinario plenipotenciario, acreditado en el DRC.

## Asesinato
En febrero de 2021, un convoy de Programa Alimentario Mundial de la MONUSCO, la misión de Naciones Unidas para la estabilización de la República Democrática de Congo, en el cual viajaba Luca Attanasio, fue atacado por individuos armados. El convoy se dirigía desde Goma a Rutshuru, una ciudad 70 km al norte de Goma, en una ruta que llevaría a los vehículos al parque nacional de Virunga. Attanasio era el objetivo principal del ataque; los hombres armados intentaron secuestrarle, fallando en la tentativa y comenzando un tiroteo. Los atacantes mataron a dos personas: Vittorio Lacovacci, un hombre de 30 años, carabinero, y el conductor del convoy, de nacionalidad congoleña. Attanasio fue herido de bala y hospitalizado en condiciones serias, pero murió en breve después de sucumbir a sus heridas, a los 43 años de edad.